# Niels Brandt
Niels Brandt (født 22. august 1983) er en dansk sanger og sangskriver, der især er kendt fra gruppen The Minds of 99. I 2019 modtog han Årets Steppeulv for Årets Vokalist.

## Opvækst
Niels Brandt er vokset op i den almene boligbebyggelse Solbjerg Have på Frederiksberg, hvor han gik på Lindevangskolen. Hans morbror er Flemming Ostermann, som var med til at grundlægge The Savage Rose.
Brandt har i flere interviews fremhævet Kim Larsen og Oasis som forbilleder, der gjorde ham interesseret i sangskrivning.
| Citat                             | Da jeg for eksempel var fem år og hørte Kim Larsen på walkman på bagsædet af min fars bil på vej ned gennem Østtyskland, eller jeg hørte Oasis for første gang. Sange fik sgu min opmærksomhed og har haft det lige siden. | Citat |
| VICE Magazine, 22. november 2017. | |       |

## Karriere
Som 19-årig flyttede Brandt til London for at leve som musiker, men vendte tilbage til København som 24-årig, hvor han tog en HF-eksamen, og studerede derefter psykologi på Københavns Universitet i et år.
I samme periode dannede han gruppen Shanghai med Nicolai Kornerup. De fik kontrakt med Sound of Copenhagen og udgav singlen Smoke and Mirrors i 2010, efterfulgt af musikalbummet The Priest i 2011. Albummet modtog tre stjerner af Gaffa og fire stjerner af Soundvenue. Samme år optrådte duoen på SPOT Festival, men den gik i opløsning kort derefter.
I foråret 2012 stiftede han gruppen The Minds of 99 sammen med barndomsvennerne Anders Folke Larsen (guitarist), Asger Wissing (bassist), brødrene Mikkel (keyboard) og Jacob Bech Hansen (synthesizere) og Louis Clausen (trommer) der alle havde spillet i band sammen tidligere. Han har berettet, at navnet var inspireret af The KLFs nummer "Justified and Ancient", hvor der undervejs bliver rappet Make mine a "99", hvilket han fejlhørte som Minds of 99.
Sangen Det er Knud som er død blev i 2014 P3’s Uundgåelige og vandt i 2015 en Steppeulv i kategorien Årets sang. Teksten er fra Tom Kristensens digt Det er Knud, som er død, som var skrevet som reaktion på polarforskeren Knud Rasmussens død i 1933. Digtet var gengivet på et postkort, Brandt havde modtaget fra en ven, og det inspirerede ham til melodien, han satte til det.
I dokumentarfilmen Stor som en sol (2018) tegnede Kasper Kiertzner et portræt af The Minds of 99 med fokus på Niels Brandt. Filmen skildrer den udvikling, han gennemgår i løbet af det års tid, hvor The Minds of 99 arbejdede på sit tredje album Solkongen (del 1, 2017; del 2, 2018).

## Privatliv
Niels Brandt blev i 2009 gift med amerikanske Dina Brandt. Sammen har parret to børn.